# Écran souple de protection
 (juin 2015).
Si vous disposez d'ouvrages ou d'articles de référence ou si vous connaissez des sites web de qualité traitant du thème abordé ici, merci de compléter l'article en donnant les références utiles à sa vérifiabilité et en les liant à la section « Notes et références ».
Un écran souple de protection est une membrane fabriquée à partir de matériau bitumineux ou synthétique, armé ou non, utilisé en sous-face de l'enveloppe des bâtiments afin de renforcer la protection de l’ouvrage contre les intempéries (pluie, neige poudreuse, vent) ou améliorer l’efficacité thermique des parois par effet d’écran à l’air.
Face aux enjeux environnementaux et réglementaires en neuf et rénovation, l'utilisation systématique de tels écrans dans la conception des toitures et parois permet l’atteinte d’une bonne performance énergétique du bâtiment.
Il existe trois types d'écrans souples de protection : les écrans de sous-toiture (EST), les pare-vapeur et les pare-pluie.

## Écran de sous-toiture
Un écran de sous-toiture (EST) est une feuille souple, située sous les petits éléments de couverture, constituant un complément aux fonctions des couvertures. Il participe à la protection de la charpente, de l’isolant et des locaux sous-jacents.
Certains peuvent être appliqués directement au contact d’un isolant thermique en combles perdus, partiellement aménagés ou totalement aménagés, avant la mise en œuvre de la couverture définitive.
Les écrans souples de sous-toiture sont destinés aux constructions dont l’altitude est inférieure à 900 m pour des locaux à faible ou moyenne hygrométrie. Ils ne doivent pas être considérés comme un revêtement étanche et ne peuvent se substituer ni aux matériaux de couverture ni aux membranes d’étanchéité complémentaire en climat de montagne. Cependant, il existe des solutions de mise en œuvre des EST selon les configurations de chaque projet auquel les constructeurs peuvent apporter des études spécifiques.

### Fonctions

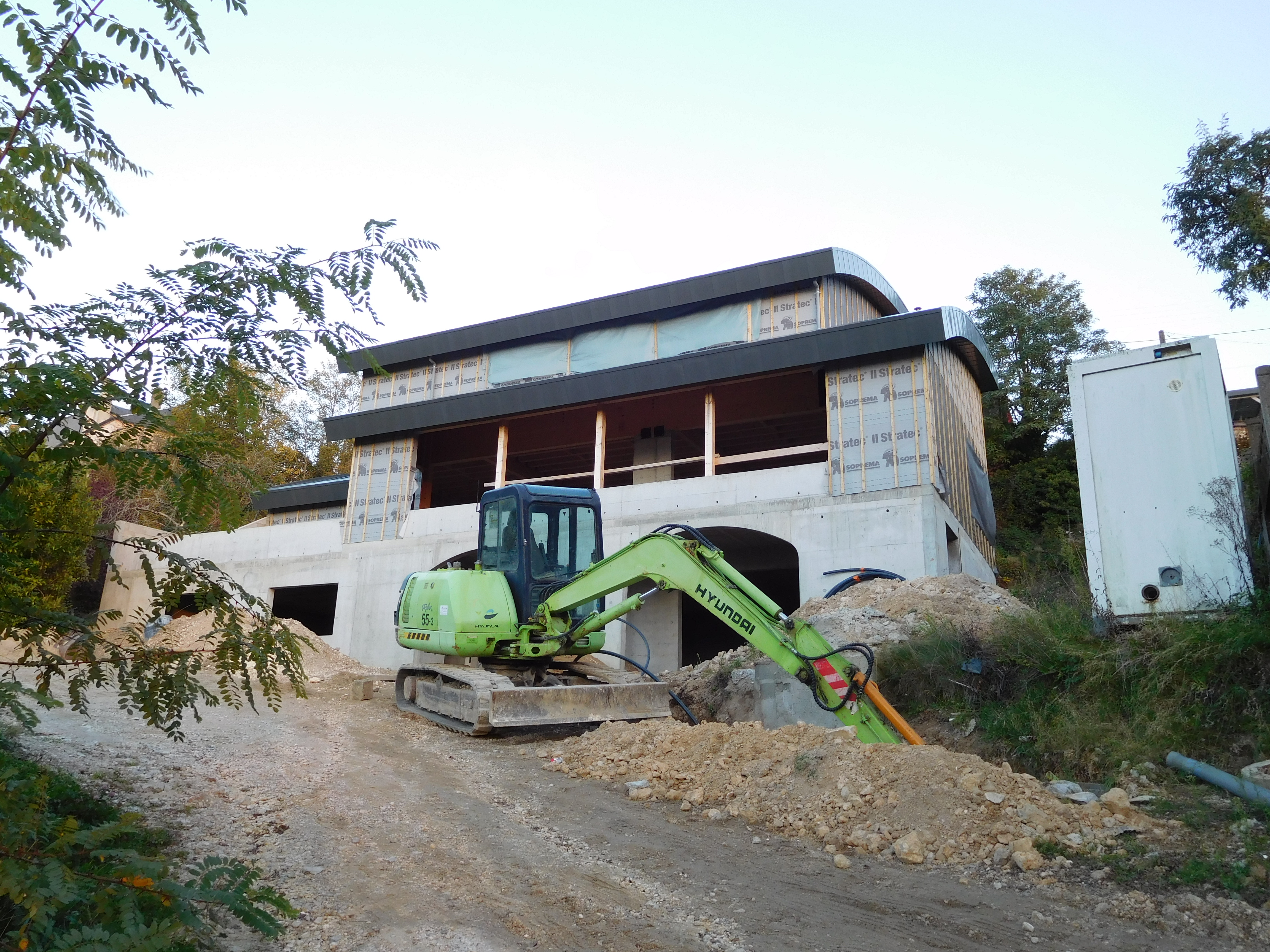
Bâtiment équipé d'un EST de type HPV en polypropylène.

Prescrits notamment en tant qu’étanchéité complémentaire, les écrans de sous-toiture sont constitués d’une membrane déroulée sur la charpente support, sur l’isolant thermique ou le support continu ventilé.
Un écran de sous-toiture remplit plusieurs fonctions :
- améliorer la performance thermique des isolants [réduction de la perméabilité à l’air grâce à la pose directe sur l’isolant d’écrans HPV (Hautement Perméables à la Vapeur d’eau)] ; « ils contribuent à la préservation de la performance thermique des isolants grâce à leur effet « coupe-vent », une propriété très appréciée pour l’application des prescriptions issues du Grenelle de l’environnement. »[2] ;
- protéger les locaux sous-jacents contre la pénétration de neige poudreuse (récupération de la neige et évacuation des eaux de fonte vers l’égout) ;
- recueillir et conduire à l’égout les infiltrations d’eau accidentelles, en cas de concomitance exceptionnelle vent-pluie, de rupture ou déplacement d’un élément de couverture ou de condensation éventuelle sur la sous-face du matériau de couverture ;
- limiter le soulèvement des éléments de couverture discontinus sous l’effet du vent en réduisant phénomènes de pression/dépression subis par la toiture ;
- accéder à des pentes minimales de couverture plus faibles, conformément aux DTU ;
- favoriser la ventilation de la toiture ;
- protéger contre les pénétrations de poussières, sable et pollens ;
- réduire les risques d’entrée d’animaux dans les combles.

Cas de la mise hors d'eau provisoire
Combien de temps peut-on laisser un écran de sous-toiture non couvert avant de poser la couverture ? Conformément aux documents d’homologation et aux recommandations du SNEST (Syndicat National des Ecrans de Sous-Toiture), les écrans souples de sous-toiture contribuent à la mise hors d’eau provisoire des bâtiments (hors conditions climatiques exceptionnelles) mais ils ne constituent pas un bâchage durable. Ils ne peuvent donc pas rester non couverts au-delà de huit jours.

## Classement des performances E.S.T.
Le classement des performances, dit classement E.S.T., permet de faire le lien entre les performances de l'écran souple de protection et ses conditions de mise en œuvre pour les trois caractéristiques clés :
- la résistance au passage de l’eau (E) ;
- la perméance à la vapeur d’eau[3] (S) ;
- la résistance mécanique (T).

La perméance d’un matériau caractérise sa capacité à se laisser traverser par la vapeur d’eau. Cette caractéristique est exprimée par la valeur Sd (en mètres) qui caractérise l’épaisseur d’air équivalente pour la diffusion de la vapeur d’eau. Plus la valeur Sd d’un produit est petite, plus la perméance à la vapeur d’eau du produit est grande, et plus le produit « respire ».
E : résistance au passage de l’Eau (E1 à E2) :
- E1 (ou W1) est la classe la plus résistante au passage de l’eau ;
- E2 (ou W2).

S : perméance à la vapeur d’eau, exprimée en valeur Sd (Sd1 à Sd3) :
- Sd1 : Sd ≤ 0,1 m : écran Hautement Perméable à la Vapeur d’eau (HPV ou respirant) ;
- Sd2 : 0,1 m < Sd ≤ 0,18 m ;
- Sd3 : Sd > 0,18 m : écran non HPV (non respirant).

T : résistance mécanique mesurée en Traction associée à la déchirure au clou (TR1 à TR3)

## Ventilation des couvertures
Les DTU de la série 40 imposent de ventiler la sous-face des éléments de couverture et de leur éventuel support continu (voliges, panneaux). Pour cela, il est nécessaire de ménager, entre les éléments de couverture et l’écran de sous-toiture, une lame d'air de 2 cm minimum ouverte sur l’extérieur par des orifices de ventilation en haut et en bas de versant.
Dans le cas d’un écran non HPV (non respirant), il faut aussi ventiler entre l’écran de sous-toiture et l’isolant thermique. En effet, dans un bâtiment, l’activité humaine produit une quantité plus ou moins importante de vapeur d’eau. En partie évacuée par le dispositif de ventilation, cette vapeur d’eau s’élimine également par transfert au travers des parois extérieures, et en particulier au travers de la toiture.
Afin d’éviter la condensation de cette humidité dans l’isolant thermique de toiture (ce qui altèrerait considérablement son efficacité), il convient de faciliter son évacuation en ménageant une lame d’air entre l’isolant thermique et l’écran de sous-toiture. Il importe alors de ménager une ouverture au faîtage et à l’égout.
En revanche, dans le cas d’un écran HPV (Hautement Perméable à la Vapeur d’eau, respirant), il n’est pas obligatoire de créer de lame sous l’écran.
Seuls les écrans de sous-toiture HPV permettent d’éviter la réalisation de cette dernière lame d’air de ventilation.

## Écrans pare-pluie
Ce type d'écrans souples est destiné à protéger une paroi isolée côté froid de l’isolant thermique. Il est mis en œuvre sous le parement extérieur de la paroi et peut être fixé directement sur le panneau de contreventement ou sur les montants, directement au contact de l’isolant thermique.
Le pare-pluie peut contribuer à améliorer l’étanchéité au vent de la construction isolée tout en protégeant des pénétrations d’eau. Certains produits dont la surface résiste aux UV peuvent également être posés sous un bardage à claire-voie.
La norme produit de référence pour les pare-pluie est la EN 13859-2 qui liste l’ensemble des tests auquel l’écran doit être soumis. Elle décrit en particulier un test de vieillissement artificiel renforcé pour les écrans destinés à être mis en œuvre derrière un bardage à claire-voie (test de 5 000 heures UV à comparer au vieillissement de 336 heures UV pour un pare-pluie destiné à être posé derrière un parement à joints fermés).
Dans le cas des maisons à ossature bois (DTU 31.2), le pare-pluie doit présenter une forte perméabilité à la vapeur d’eau : la perméance doit être supérieure ou égale à 0,5 g·m-2·h-1·mmHg-1 soit une valeur Sd ≤ 0,18 m.

## Écrans pare-vapeur
Constitué d'une feuille souple étanche à l’air et résistante à la diffusion de vapeur d’eau, le pare-vapeur est destiné à limiter le passage de vapeur d’eau issue des locaux sous-jacents dans une construction isolée. Il permet en outre la réalisation de l’étanchéité à l’air de la paroi isolée et limite ainsi les déperditions d’énergie par convection. Il est disposé côté chaud de la construction isolée et associé à des accessoires de collage permettant la bonne continuité de l’étanchéité à l’air.
Le pare-vapeur est caractérisé par son aptitude à résister à la diffusion de vapeur d’eau. La perméance d’un pare-vapeur doit être inférieure ou égale à 0,005 g m−2 h−1 mmHg−1, ce qui correspond à une valeur Sd minimale de 18 m. Cette valeur minimale est précisée dans les documents suivants :
- DTU 31.2 « Construction de maisons et bâtiments à ossature bois » ;
- Cahier du CSTB 3651-1 « Écrans souples de sous-toiture homologués – Règles de mise en œuvre » ;
- Cahier du CSTB 3560 « Isolation thermique des combles ».

À noter : pour certaines configurations de paroi dont la perméance du complexe extérieur est réduite ou en l’absence de lame d’air ventilée, la perméance maximale admissible peut être ramenée à 0,001 g·m-2·h-1·mmHg-1. Ce qui correspond à une valeur Sd minimale de 90 m.

## Homologation des écrans de sous-toiture
Les écrans souples de sous-toiture étaient sous avis technique (ATec). Ces techniques sont aujourd’hui stabilisées et prêtes à entrer dans le domaine traditionnel.
Par ailleurs, une homologation des écrans de sous-toiture a été créée en janvier 2009 pour compléter le marquage CE (norme européenne NF EN 13859-1) jugée insuffisante par les professionnels.
Le marquage CE (norme européenne NF EN 13859-1) est entré en vigueur le 1er octobre 2007. S’il unifie les méthodes d’essais des écrans de sous-toiture, il ne comprend pas de seuils de performance ni de liens avec les emplois possibles et repose en quasi-totalité sur la seule déclaration des fabricants. Il n’apparaît pas d’un niveau suffisant pour les industriels, prescripteurs et utilisateurs soucieux de proposer, choisir et mettre en œuvre des produits adaptés à chaque usage et validés.
C’est pourquoi, en janvier 2009, l’homologation des écrans de sous-toiture a été créée. Elle permet de qualifier les caractéristiques des produits, leurs domaines et limites d’emploi et s’appuie sur des prescriptions de mise en œuvre. Son référentiel d’évaluation, validé par un Groupe d’experts indépendants, précise :
- la détermination des caractéristiques mesurées par des laboratoires indépendants ;
- la procédure d’audit initial en usine ;
- un classement des performances E.S.T. en fonction de l’usage, utile pour la mise en œuvre ;
- les règles de mise en œuvre actualisées. Cette homologation est un outil pour la maîtrise d’œuvre et/ou le couvreur qui peut, dans chaque situation, choisir un écran de sous-toiture adapté à son domaine d’emploi et le mettre en œuvre dans les meilleures conditions.

Cependant, il existe encore des écrans de sous-toiture sous avis techniques pour des applications particulières.
 

## Cahier de prescription technique
Le CPT (Cahier de Prescription Technique), édité par le CSTB, ne vise que des écrans sous Homologation. Il clarifie les caractéristiques des produits et leurs règles de mise en œuvre (traitement des points singuliers).

## Obligations et recommandations réglementaires pour l'emploi des écrans souples
L’écran souple de sous-toiture n’étant pas régit par un D.T.U, sa mise en œuvre doit être réalisée suivant les prescriptions du CPT 3651-2 (Cahier de Prescription Technique). Cependant les D.T.U de la série 40 mentionnent systématiquement l’écran de sous-toiture :
- DTU 40.11/NF P 32-201 : Couverture en Ardoise ;
- DTU 40.21/NF P 31-202 : Couverture de terre cuite à emboitement ou à glissement à relief ;
- DTU 40.211/NF P 31-203 : Couverture de terre cuite à emboitement à pureau plat ;
- DTU 40.22/NF P 31-201 : Couverture en tuiles canal de terre cuite ;
- DTU 40.23/NF P 31-204 : Couverture de tuiles plates de terre cuite ;
- DTU 40.24/NF P 31-207 : Couverture en béton à glissement et à emboitement longitudinal ;
- DTU 40.241/NF P 31-205 : Couverture en tuiles planes en béton à glissement et à emboitement longitudinal ;
- DTU 40.25/NF P 31-206 : Couverture en tuiles plates en béton ;
- DTU 40.41 : Couverture par éléments métalliques en feuilles et longues feuilles en zinc ;
- DTU 40.44 : Couverture par éléments métalliques en feuilles et longues feuilles en acier inoxydable ;
- DTU 40.45 : Couverture par éléments métalliques en feuilles et longues feuilles en cuivre ;
- DTU 40.46 : Travaux de couverture en plomb sur support continu.

En ce qui concerne les mises en œuvre en climat de montagne (altitude > 900 m), le CSTB a également édité un guide spécialisé.
Pour les écrans pare-pluie, il existe peu de documents de références concernant les écrans de type pare-pluie. Ce type d'écran est néanmoins mentionné dans les DTU suivants :
- DTU 31.2, NF P 21-204 (1993 – construction de maisons et bâtiments à ossature bois) ;
- DTU 41.2, NF P 65-210 (juillet 1996 – revêtements extérieurs bois).

Pour les écrans pare-vapeur, les principaux documents techniques traitant des écrans de type pare-vapeur sont :
- DTU 31.2 : Construction de maisons et bâtiments à ossature bois ;
- CPT 3560_V2 : Isolation thermique des combles.